# Psammoecus pallidipennis
Psammoecus pallidipennis is een keversoort uit de familie spitshalskevers (Silvanidae). De wetenschappelijke naam van de soort werd in 1885 gepubliceerd door Thomas Blackburn.